# أبو حمو موسى الثاني
أبو حمو موسى الزياني المعروف باسم أبو حمو موسى الثاني حاكم إبان الدولة الزيانية.

## نسبه وكنيته
هو أبو موسى بن أبي يعقوب بن عبد الرحمن بن يحيى بن يغمراسن، المعروف بأبي حمو موسى الثاني، من ملوك بني زيان
ولد بالأندلس سنة 723هـ 

## تاريخه
- عينه أبوه حاكما على سجلماسة وأصبح واليا على تلمسان بالجزائر حاليا.
- عندما استولى المرينيون على المدينة تلمسان سنة 753 هـ فر أبو حمو موسى الثاني من تلمسان واتجه نحو تونس، فاستقبل بحفاوة من طرف الحفصيين.
- في عام 760هـ تمكن أبو حمو موسى الثاني من الدخول إلى تلمسان على رأس جيش كبير اكثره من بني عامر بقيادة صغير بن عامر ومن الذواودة صولة بن يعقوب بن علي وزيان بن عثمان بن سباع وشبل ابن أخيه. ومن بادية رياح دغار بن عيسى بن رحاب بقومه من سعيد، ولقيتهم جموع سويد.[2]

## استرجاع الملك
بفضل هذا الرجل، استرجعت الدولة الزيانية مجدها واستقرارها ونظم أركان الدولة بفضل ثقافته وحنكته وشجاعته الواسعة، وجعل من تلمسان مدينة الإشعاع العلمي والاقتصادي والحضاري حتى أصبحت أهم وأبرز حاضرة في بلاد المغرب الإسلامي.
- بعد أن اشتد الصراع بينه وبين حلفاء ابن تاشفين، عرفوا مقره وباغتوه وقتلوه سنة 791 هجري
- له ديوان شعر[3][4][5] جمع فيه أغراضا عديدة.

## كتبه
- راح الأرواح فيما  قاله أبو حمو أو قيل عنه من الأمداح : هذا الكتاب جمعه الحافظ التنسي، وهو لحد الآن لازال مفقودا. حاول المؤرخ عبد الحميد حاجيات البحث عنه في المكتبات العامة والخاصة المشهورة ولم يجده.[6] وقد ذكر هذا الكتاب المقري في مؤلفه نفح الطيب.
- واسطة السلوك في سياسة الملوك